# Philippe Djian

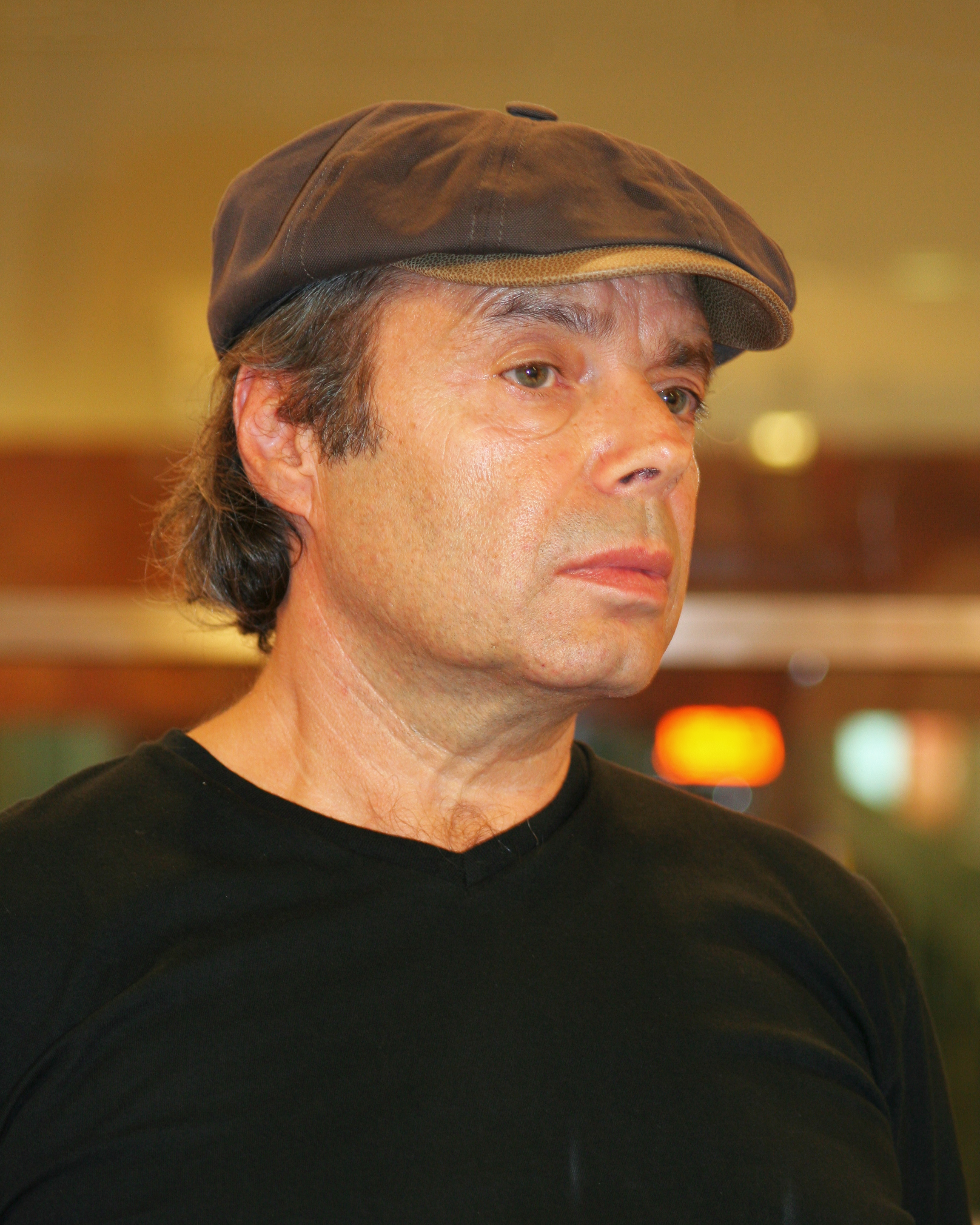
Philippe Djian

Philippe Djian (Parijs, 3 juni 1949) is een Franse schrijver van Armeense afkomst. Hij kreeg internationale bekendheid door het boek 37°2 le matin (1985), dat  door regisseur Jean-Jacques Beineix onder dezelfde titel werd verfilmd. Internationaal werd deze film bekend onder de titel Betty Blue (1986).

## Loopbaan
Djian groeide in Parijs op, als zoon van een Armeense immigrant. Hij studeerde korte tijd literatuurwetenschap en vervolgens journalistiek, maar brak beide studies snel weer af. Voordat hij doorbrak als schrijver werkte hij onder meer bij een uitgeverij en als boekhandelaar.
In 1981 publiceerde hij zijn eerste boek, 50 contre 1, dat hij al enkele jaren daarvoor had geschreven. Na nog enkele boeken brak hij in 1985 internationaal door met 37,2° le matin. Maudit Manège, dat een jaar later verscheen, is min of meer een vervolg hierop. In 2012 publiceerde hij het boek "Oh...", waarvoor hij datzelfde jaar de Prix Interallié won. Het boek werd in 2016 door de Nederlandse regisseur Paul Verhoeven verfilmd onder de titel Elle.
Djian geniet met name in Frankrijk en Duitsland veel faam, in andere landen is hij vooral bekend als de schrijver van 'Betty Blue'. Hij schrijft tevens chansonteksten voor de Zwitserse zanger Stephan Eicher.

## Verkorte bibliografie
- 1981 - 50 contre 1
- 1982 - Bleu comme l'enfer
- 1984 - Zone érogène
- 1985 - 37,2° le matin (vertaald als Betty Blue, vert. Pieter Janssens)
- 1986 - Maudit Manège (vertaald als Het vervloekte bestaan, vert. Pieter Janssens)
- 1988 - Echine
- 1989 - Crocodiles
- 1991 - Lent dehors
- 1993 - Sotos
- 1994 - Assassins
- 1998 - Sainte Bob
- 2000 - Vers chez les blancs (vertaald als De witte madonna, vert. Theo Buckinx)
- 2003 - Frictions (vertaald als Frictie, vert. Theo Buckinx)
- 2005 - Impuretés
- 2012 - "Oh..."

- Bibsys: 90784988
- Biblioteca Nacional de España: XX940225
- Bibliothèque nationale de France: cb119002817 (data)
- Catàleg d'autoritats de noms i títols de Catalunya: 981058608409706706
- Gemeinsame Normdatei: 119104032
- International Standard Name Identifier: 0000 0001 2142 0475
- Library of Congress Control Number: n85221710
- MusicBrainz: 86f6595a-9f6d-4ee8-9b45-bd29dd57ebd0
- Nationale Bibliotheek van Tsjechië: xx0000017
- Nationale bibliotheek van Australië: 35998829
- Nationale Bibliotheek van Israël: 987007430477905171
- Nederlandse Thesaurus van Auteursnamen: 070219257
- Istituto Centrale per il Catalogo Unico: CFIV042726
- SNAC: w6bk1vdw
- Système universitaire de documentation: 031500048
- Trove: 1178733
- Virtual International Authority File: 85307434
- WorldCat: E39PBJhCCpkgbvhwbC6mw4Fh73